# نادي ريوكيو
نادي ريوكيو هو نادي كرة قدم من محافظة أوكيناوا في اليابان. يلعب حاليا في الدرجة الثالثة الياباني.